# 三津漁港 (京都府)
三津漁港（みつぎょこう）は、京都府京丹後市網野町三津にある港で漁港漁場整備法に規定する第1種漁港である。大型定置網漁を中心とした沿岸漁業の基地港であり、一本釣り、水視、採貝採藻漁業なども営まれている。

## 概要
- 所在地 - 京都府京丹後市網野町三津
- 管理者 - 京丹後市
- 漁業協同組合 - 京都府漁業協同組合 網野支所
- 組合員数 - 30名（1993年・島津漁業協同組合）、漁業経営体数9団体、登録、利用漁船はともに31隻[1]。
- 漁港番号 - 3010240

## 歴史

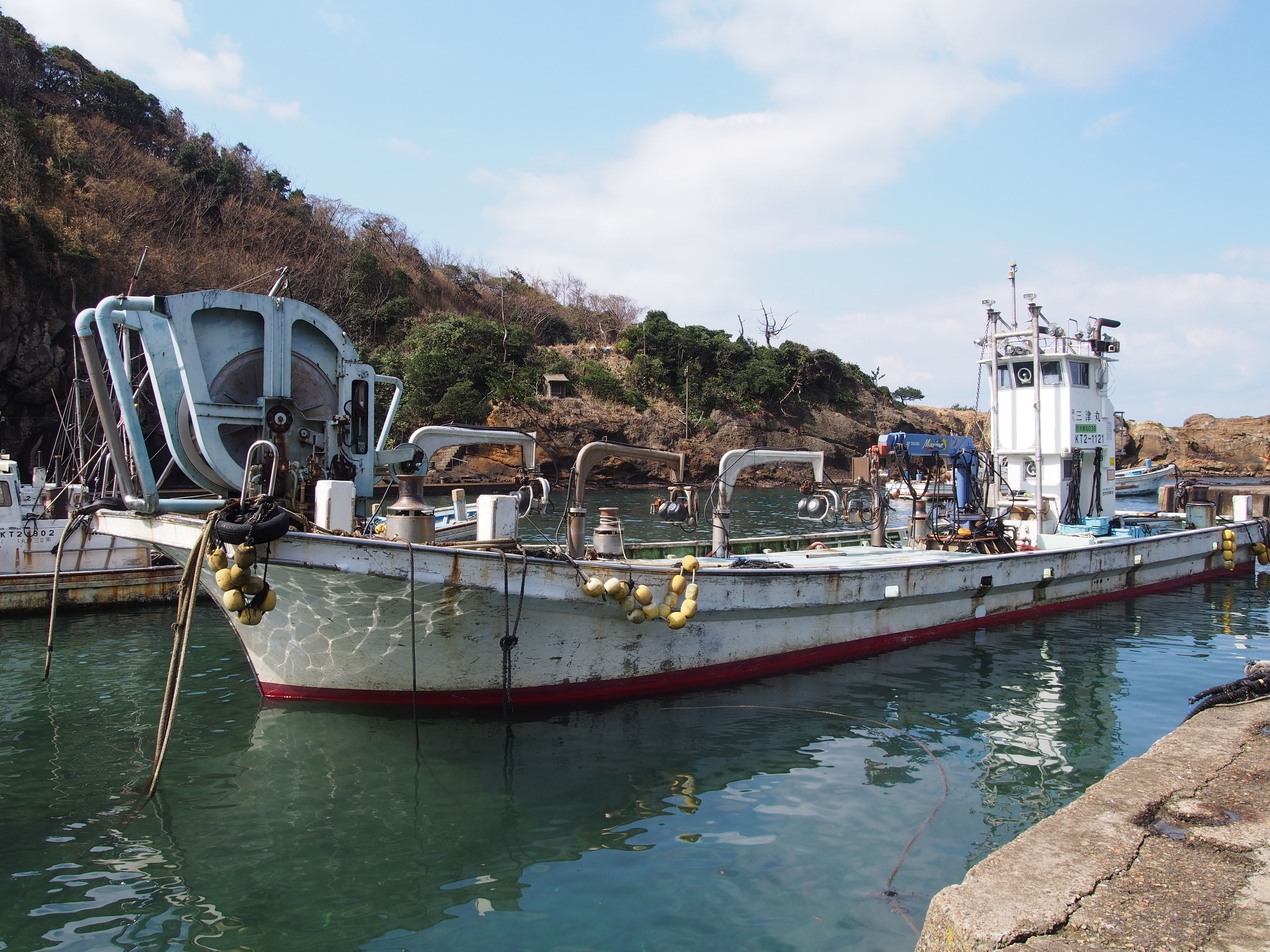
三津丸（2013年3月）

三津では宝永年間には、漁業が盛んとなるが、それ以前から釣りによるタイ漁獲が行われており、ワカメも「三津和布」として、各地に販売されていた。文禄年間には、農業の傍らでの漁業がおこなわれ繁栄したが、1754年（宝暦4年）の火災で30戸を焼失したとされる。1712年（正徳2年）、宮津城主にタイを献上したところ、賞状が授与されたことで、漁業が発達する要因となる。
明治・大正時代から昭和初期にかけて、延縄漁補を用いてタイを多く漁獲していた。そのほか、サバやイワシ、アワビも漁獲された。また、明治時代から底引網方式で、ブリやマグロ、トビウオなどを漁獲していた。マグロは、1936年・1937年（昭和11年・12年）が最も最盛期となり、定置網を毎日3回、30匹の水揚げがあった。
1949年（昭和24年）に、45人の組合員で構成される農業協同組合が設立され、その後、1968年（昭和43年）頃から動力化も進められた。1954年（昭和29年）7月12日、第1種漁港に指定された。設備面では、1983年（昭和58年）には、漁港施設改修を実施し（事業費3,500万円）、翌1984年には、漁港西側に漁船繋留用桟橋（40メートル）を設置するとともに、定置事業用の作業船「三津丸」を建造した。
終戦後、漁業は衰勢をたどり、織物工業への転向が進んだ。

## 三津漁業生産組合
組織として、組合長理事1名、理事4名、監事2名の役員を置く。1946年（昭和21年）、定置網漁は個人経営として創業されるも一時途絶え、1956年（昭和31年）には個人経営として再創業され、1974年（昭和49年）には島津漁業協同組合として創業開始するなど、何度かの経営形態の変更を経て、1998年（平成10年）、三津漁業生産組合に移行した。
三津漁業生産組合では2020年（令和2年）3月まで2ケ統の大型定置網業を経営していた。

## 主な魚種
定置網漁を行っている4月から10月にかけて、以下の魚種が主に漁獲される。
- 春
  - マダイ
  - ハマチ
  - マルゴ
  - トラフグ
- 夏
  - アジ
  - トビウオ
- 秋・冬
  - ブリ
  - サワラ